# Palàtovka
Palàtovka (en rus: Палатовка) és un poble de l'óblast de Saràtov, a Rússia, segons el cens del 2010 tenia 23 habitants. Pertany al districte municipal d'Atkarsk.